# Myotis punicus
Myotis punicus là một loài động vật có vú trong họ Dơi muỗi, bộ Dơi. Loài này được Felten, Spitzenberger, & Storch mô tả năm 1977.

## Hình ảnh